# East India (DLR)
Station East India is een station van de Docklands Light Railway in de Londense wijk Leamouth (Blackwell) in het oostelijk deel van de Britse metropool Groot-Londen. Het station werd in 1994 in gebruik genomen. Het ligt tussen de stations Blackwall, en Canning Town.